# Dyskografia Mroza
Dyskografia polskiego piosenkarza Mroza składa się z sześciu albumów studyjnych, jednego albumu koncertowego, 33 singli i 13 teledysków.

## Albumy

### Albumy studyjne
| Rok  | Dane dot. albumu                                                                                            | Pozycja na liście | Certyfikat                | Sprzedaż       |
| Rok  | Dane dot. albumu                                                                                            | POL               | Certyfikat                | Sprzedaż       |
| ---- | --- | ----------------- | ------------------------- | -------------- |
| 2009 | Miliony monet - Data: 27 kwietnia 2009 - Wydawca: Pink Crow Records - Format: CD, digital download          | –                 |                           |                |
| 2010 | Vabank - Data: 25 października 2010 - Wydawca: Pink Crow Records - Format: CD, digital download             | –                 |                           |                |
| 2014 | Rollercoaster - Data: 11 marca 2014 - Wydawca: Gorgo Music - Format: CD, digital download                   | 12                | - POL: platynowa płyta    | - POL: 30 000+ |
| 2017 | Zew - Data: 24 lutego 2017 - Wydawca: Gorgo Music - Format: CD, digital download                            | 12                | - POL: złota płyta        | - POL: 15 000+ |
| 2019 | Aura - Data: 12 kwietnia 2019 - Wydawca: Gorgo Music - Format: CD, digital download                         | 3                 | - POL: złota płyta        | - POL: 15 000+ |
| 2022 | Złote bloki - Data: 1 kwietnia 2022 - Wydawca: Universal Music Polska - Format: CD, digital download, winyl | 3                 | - POL: 2× platynowa płyta | - POL: 60 000+ |
|      | „–” album nie był notowany.                                                                                 |                   |                           |                |

### Albumy koncertowe
| Rok  | Dane dot. albumu | Pozycja na liście |
| Rok  | Dane dot. albumu | POL               |
| ---- | --- | ----------------- |
| 2023 | MTV Unplugged - Data: 19 października 2023 - Wydawca: MROZU, Universal Music Polska - Format: CD, digital download, winyl | 6                 |

## Single

### Jako główny artysta
| Rok                                                                  | Tytuł                                                                                                | Pozycja na liście | Pozycja na liście     | Pozycja na liście | Pozycja na liście | Pozycja na liście | Pozycja na liście | Pozycja na liście | Certyfikat                | Album                                    |
| Rok                                                                  | Tytuł                                                                                                | POL (airplay)     | POL (airplay nowości) | POL (airplay TV)  | RMF               | Eska              | LP3               | SLiP              | Certyfikat                | Album                                    |
| -------------------------------------------------------------------- | --- | ----------------- | --------------------- | ----------------- | ----------------- | ----------------- | ----------------- | ----------------- | ------------------------- | ---------------------------------------- |
| 2009                                                                 | „Miliony monet”                                                                                      | –                 | –                     | –                 | 2                 | 1                 | –                 | –                 |                           | Miliony monet                            |
| 2009                                                                 | „Femme Fatale”                                                                                       | –                 | –                     | –                 | –                 | –                 | –                 | –                 |                           | Miliony monet                            |
| 2010                                                                 | „Wait Up”                                                                                            | –                 | –                     | –                 | –                 | –                 | –                 | –                 |                           | Vabank                                   |
| 2010                                                                 | „Miasto płonie”                                                                                      | –                 | –                     | –                 | –                 | –                 | –                 | –                 |                           | Vabank                                   |
| 2011                                                                 | „Horyzont”                                                                                           | –                 | –                     | –                 | –                 | –                 | –                 | –                 |                           | Vabank                                   |
| 2011                                                                 | „Globalnie” (gośc. Waldemar Kasta)                                                                   | –                 | –                     | –                 | –                 | –                 | –                 | –                 |                           | Vabank                                   |
| 2012                                                                 | „Rollercoaster”                                                                                      | –                 | 2                     | 2                 | 2                 | –                 | –                 | –                 |                           | Rollercoaster                            |
| 2012                                                                 | „1000 m nad ziemią”                                                                                  | –                 | 3                     | –                 | –                 | 16                | –                 | –                 |                           | Rollercoaster                            |
| 2014                                                                 | „Jak nie my to kto” (gośc. Tomson)                                                                   | 13                | 2                     | –                 | 1                 | –                 | –                 | 9                 |                           | Rollercoaster                            |
| 2014                                                                 | „Nic do stracenia” (gośc. Sound’n’Grace)                                                             | 7                 | 4                     | 1                 | 1                 | 11                | –                 | 7                 |                           | Rollercoaster                            |
| 2014                                                                 | „Poza logiką”                                                                                        | 2                 | 5                     | 1                 | 1                 | –                 | –                 | 9                 |                           | Rollercoaster                            |
| 2015                                                                 | „Huragan”                                                                                            | –                 | –                     | –                 | –                 | –                 | –                 | 44                |                           | Rollercoaster                            |
| 2017                                                                 | „Sierść”                                                                                             | –                 | –                     | –                 | –                 | –                 | –                 | 49                |                           | Zew                                      |
| 2017                                                                 | „Duch”                                                                                               | –                 | –                     | –                 | –                 | –                 | –                 | –                 |                           | Zew                                      |
| 2017                                                                 | „Nieśmiertelni”                                                                                      | –                 | –                     | –                 | –                 | –                 | –                 | –                 | - POL: złota płyta        | Zew                                      |
| 2017                                                                 | „Szerokie wody”                                                                                      | 16                | 4                     | –                 | 1                 | 2                 | 29                | 9                 | - POL: 2× platynowa płyta | Zew                                      |
| 2017                                                                 | „Szerokie wody” (Live Session)                                                                       | –                 | –                     | –                 | –                 | –                 | –                 | –                 | - POL: platynowa płyta    | Zew                                      |
| 2017                                                                 | „Mgła”                                                                                               | –                 | –                     | –                 | –                 | –                 | –                 | –                 |                           | Zew                                      |
| 2019                                                                 | „Napad”                                                                                              | 3                 | 1                     | –                 | 1                 | 1                 | –                 | 3                 | - POL: złota płyta        | Aura                                     |
| 2019                                                                 | „Chcę do ciebie wrócić”                                                                              | –                 | –                     | –                 | –                 | –                 | –                 | –                 |                           | Aura                                     |
| 2019                                                                 | „Aura”                                                                                               | 8                 | 1                     | –                 | 1                 | 17                | 50                | 5                 |                           | Aura                                     |
| 2020                                                                 | „Bez snu”                                                                                            | –                 | –                     | –                 | –                 | –                 | X                 | –                 |                           | singel niealbumowy                       |
| 2021                                                                 | „Złoto”                                                                                              | 5                 | 2                     | –                 | 1                 | –                 | X                 | 7                 | - POL: 4× platynowa płyta | Złote bloki                              |
| 2021                                                                 | „Galácticos”                                                                                         | 10                | 2                     | –                 | 1                 | 3                 | X                 | 8                 | - POL: platynowa płyta    | Złote bloki                              |
| 2022                                                                 | „Palę w oknie”                                                                                       | –                 | –                     | –                 | –                 | –                 | X                 | –                 | - POL: platynowa płyta    | Złote bloki                              |
| 2022                                                                 | „Za daleko” (gośc. Vito Bambino)                                                                     | 5                 | 1                     | –                 | 1                 | –                 | X                 | 5                 | - POL: 3× platynowa płyta | Złote bloki                              |
| 2022                                                                 | „Dym (Always Welcome)” (oraz Jan-Rapowanie)                                                          | –                 | –                     | –                 | –                 | –                 | X                 | –                 |                           | singel niealbumowy                       |
| 2023                                                                 | „Supermoce” (Męskie Granie Orkiestra 2023: Igo, Mrozu i Vito Bambino)                                | 1                 | X                     | X                 | 1                 | 1                 | X                 | 4                 | - POL: 3× platynowa płyta | singel niealbumowy                       |
| 2023                                                                 | „Całkiem nowa bajka” (oraz Igo, Kaśka Sochacka, Artur Rojek, Brodka, Ralph Kaminski, Bedoes i Sokół) | 3                 | X                     | X                 | 1                 | 3                 | X                 | 1                 | - POL: diamentowa płyta   | Akademia Pana Kleksa (ścieżka dźwiękowa) |
| 2024                                                                 | „Sing-Sing” (z Marylą Rodowicz)                                                                      | 9                 | X                     | X                 | 1                 | –                 | X                 | 8                 | - POL: złota płyta        | Niech żyje bal                           |
| 2024                                                                 | „Wolne duchy” (Męskie Granie Orkiestra 2024: Daria Zawiałow, Mrozu, Kacperczyk)                      | 2                 | X                     | X                 | 1                 | 4                 | 6                 | 13                | - POL: złota płyta        | singel niealbumowy                       |
| 2025                                                                 | „Pół na pół”                                                                                         | 16                | X                     | X                 | 2                 | –                 | –                 | 22                |                           | singel niealbumowy                       |
| „–” singel nie był notowany. „X” lista nie istniała w danym okresie. | |                   |                       |                   |                   |                   |                   |                   |                           |                                          |

### Jako gościnny artysta
| Rok  | Tytuł                                       | Pozycja na liście | Album  |
| Rok  | Tytuł                                       | POL (airplay)     | Album  |
| ---- | ------------------------------------------- | ----------------- | ------ |
| 2025 | „Zanim spadnie deszcz” (Kuban, gośc. Mrozu) | 2                 | Fugazi |

## Inne notowane utwory
| Rok  | Tytuł                      | Pozycja na liście | Album             |
| Rok  | Tytuł                      | Eska              | Album             |
| ---- | -------------------------- | ----------------- | ----------------- |
| 2011 | „Wenus Mars” (oraz MaRina) | 5                 | utwór niealbumowy |

Inne
| Album                                      | Rok  | Utwór                                                          | Źródło |
| ------------------------------------------ | ---- | -------------------------------------------------------------- | ------ |
| Rap eskadra 3 (kompilacja)                 | 2005 | śpiew w utworze „Jestem Imprezą”                               | [ 27 ] |
| Al Paciwo – Genesis                        | 2007 | gościnnie śpiew w utworze „Głos osiedla”                       | [ 28 ] |
| Wice Wersa – Poniekąd skądinąd             | 2007 | gościnnie śpiew w utworze „Wyje alarm!”                        | [ 29 ] |
| Mesajah – Ludzie prości                    | 2008 | produkcja utworu „Czeki”                                       | [ 30 ] |
| Lilu – LA                                  | 2008 | produkcja utworu „Jeansy”                                      | [ 31 ] |
| Molesta Ewenement – Molesta i kumple       | 2008 | produkcja utworu „Wszystko wporzo”                             | [ 32 ] |
| Tede – Note2                               | 2009 | gościnnie śpiew w utworach „Ta muzyka” i „Pali się dach”       | [ 33 ] |
| Junior Stress – L.S.M.                     | 2009 | produkcja utworu „L.S.M.”                                      | [ 34 ] |
| Paweł Kowalczyk – Obsesja                  | 2009 | produkcja utworu „Obsesja”                                     | [ 35 ] |
| Rychu Peja SoLUfka – Na serio              | 2009 | gościnnie śpiew w utworze „Poszukując ideału”                  | [ 36 ] |
| Ras Luta – Jeśli słyszysz                  | 2009 | gościnnie śpiew oraz produkcja utworu „Miasto stoi w ogniu”    | [ 37 ] |
| Tede, Sir Michu, DJ Tuniziano – A/H24N2    | 2009 | gościnnie śpiew w utworze „Rewolucja”                          | [ 38 ] |
| DJ Frodo – The Originals Mixtape           | 2009 | gościnnie śpiew w utworze „The Blackbyrrds – Mysterious Vibes” | [ 39 ] |
| Jama Zła – Poruchafszy...                  | 2009 | gościnnie śpiew w utworze „Spotkałem tę babę”                  | [ 40 ] |
| DJ Tuniziano, Jay-ziano, Tedeziano – Howwa | 2010 | gościnnie śpiew w utworze „Ta muzyka (Blend)”                  | [ 41 ] |
| Wice Wersa – Między niebem a piekłem       | 2010 | produkcja utworu „Skandal”                                     | [ 42 ] |
| Prosto Mixtape 600V (kompilacja)           | 2010 | produkcja utworu „Łap oddech”                                  | [ 43 ] |
| Tede – FuckTede/Glam Rap                   | 2010 | gościnnie śpiew w utworze „Ja mój walkman i mój N2”            | [ 44 ] |
| Temate, DJ Prox – O jeden joint za daleko  | 2010 | gościnnie śpiew w utworze „Z miejsca na miejsce”               | [ 45 ] |
| EastWest Rockers – Eastwest.FM             | 2011 | produkcja utworu „Kontakt”                                     | [ 46 ] |
| Zawodnik, Kesz, ToudDogg – Bękarty rap gry | 2013 | gościnnie śpiew w utworze „Zabiorę cię wyżej”                  | [ 47 ] |
| Envee – Time & Light                       | 2018 | gościnnie śpiew oraz produkcja utworu „Dni zamieniam”          | [ 48 ] |
| Flirtini – Heartbreaks & Promises vol. 4   | 2018 | gościnnie śpiew w utworze „Ikar”                               | [ 49 ] |
| Quebonafide – Romantic Psycho              | 2020 | gościnnie śpiew oraz produkcja utworu „Łajza”                  | [ 50 ] |

## Teledyski
| Tytuł                                         | Rok  | Reżyseria/Realizacja                       | Album         | Źródło |
| --------------------------------------------- | ---- | ------------------------------------------ | ------------- | ------ |
| „Miliony monet”                               | 2009 | Grupa 13 (Dariusz Szermanowicz)            | Miliony monet | [ 51 ] |
| „Femme Fatale”                                | 2010 | Grupa 13 (Dariusz Szermanowicz)            | Miliony monet | [ 52 ] |
| „Wait Up”                                     | 2010 | Endorfina Artmedia                         | Vabank        | [ 53 ] |
| „Horyzont”                                    | 2011 | Endorfina Artmedia (Jakub Annusewicz)      | Vabank        | [ 54 ] |
| „Globalnie” (gościnnie: Waldemar Kasta)       | 2011 | Inspire5                                   | Vabank        | [ 55 ] |
| „Rollercoaster”                               | 2012 | Grzegorz Goch, Konrad Szymczak             | Rollercoaster | [ 56 ] |
| „1000 m nad ziemią”                           | 2012 | Jan P Matuszyński                          | Rollercoaster | [ 57 ] |
| „Jak nie my to kto” (gościnnie: Tomson)       | 2014 | Przemysław Drosik                          | Rollercoaster | [ 58 ] |
| „Nic do stracenia” (gościnnie: Sound’n’Grace) | 2014 | Adam Gawenda                               | Rollercoaster | [ 59 ] |
| „Poza logiką”                                 | 2014 | Adam Gawenda                               | Rollercoaster | [ 60 ] |
| „Duch”                                        | 2017 | Zuzanna Plisz                              | Zew           | [ 61 ] |
| „Nieśmiertelni”                               | 2017 | Psychokino (Dorota Piskor, Tomek Ślesicki) | Zew           | [ 62 ] |
| Gościnnie                                     |      |                                            |               |        |
| Tede – „Pali się dach” (gościnnie: Mrozu)     | 2009 | Endorfina Artmedia                         | Note2         | [ 63 ] |